# Virachola pann
Virachola pann är en fjärilsart som beskrevs av Fabricius 1793. Virachola pann ingår i släktet Virachola och familjen juvelvingar. Inga underarter finns listade i Catalogue of Life.